# Stadion MOSiR w Wodzisławiu Śląskim
Stadion Aleja Wodzisław Śląski – wielofunkcyjny stadion, którego właścicielem jest Miejski Ośrodek Sportu i Rekreacji Wodzisław Śląski. Swoje mecze rozgrywa na nim Odra Wodzisław Śląski, MKP Centrum Wodzisław Śląski, żeński SWD Wodzisław Śląski.

## Historia

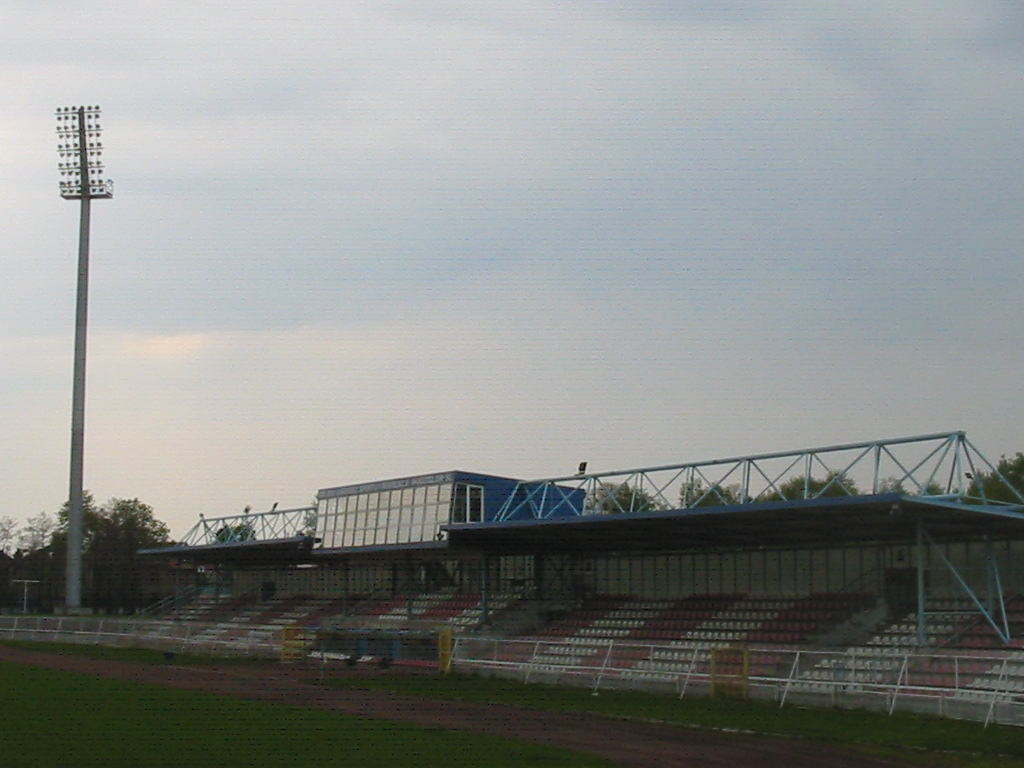
Stadion MOSiR w 2005 roku

Obszar, na którym znajduje się stadion, do 1957 roku należał do parafii Wniebowzięcia Najświętszej Marii Panny w Wodzisławiu Śląskim. Dzięki staraniom ówczesnego prezesa klubu Józefa Stęchłego, teren został wydzierżawiony klubowi za symboliczną złotówkę na okres 99 lat. Stadion wybudowano w roku 1958 na podstawie usypanego wału ziemnego. Projektantem stadionu był Ignacy Dembowy.
Obecny wyglad, stadion zawdzięcza przebudowie, która miała miejsce na przełomie 1994 i 1995 roku. Ówczesne władze miejskie we współpracy z Totalizatorem Sportowym sfinansowały rozbudowę trybun. Drewniane ławki okalające płytę stadionu zostały zastąpione biało-czerwonymi krzesełkami. Zaplanowano również sektory z miejscami stojącymi, które zwiększyły pojemność stadionu.
Obiekt posiada dwie równoległe do boiska trybuny z krzesełkami, jedna z nich jest zadaszona. Na łukach i za bramkami znajdują się miejsca stojące, z wyjątkiem sektora przy trybunie krytej, gdzie znajdują się krzesełka. Płyta stadionu to murawa piłkarska z bramkami oraz bieżnia żużlowa otaczająca murawę piłkarską.
Pierwszy mecz w Ekstraklasie na stadionie rozegrano 27 lipca 1996 przy sześciotysięcznej publiczności. Mecz z Polonią Warszawa Odra wygrała 3:1. W tym samym roku rozegrano tu również Superpuchar Polski. Rekord frekwencji padł 7 maja 1997, kiedy na stadion weszło ok. 10000 osób. Odbyło się wtedy spotkanie pomiędzy Odrą a warszawską Legią, które zakończyło się wynikiem 0:3.
W 2003 zainstalowano maszty oświetleniowe o mocy 2000 luksów w czterech narożnikach boiska, zaś wiosną 2007 podgrzewaną murawę. Latem 2009 obniżono ogrodzenie oraz zamontowano dodatkowe 500 krzesełek (trybuna obok zegara).
Jesienią 2007 r. na stadionie Odry mecze w Ekstraklasie rozgrywało Zagłębie Sosnowiec, zaś jesienią 2008 i wiosną (do kwietnia) 2009 r. Piast Gliwice. Stadiony tych dwóch drużyn w tym czasie nie spełniały wymogów licencyjnych PZPN.
W 2010 r. Odra Wodzisław spadła z ekstraklasy i w sezonie 2010/2011 rozgrywała na stadionie mecze w I lidze. Latem 2011 r. Odra spadła z I ligi a spółkę akcyjną postawiono w stan upadłości. Reaktywowany przez kibiców klub rozgrywa mecze na stadionie MOSiR-u. 
Jesienią 2010 i wiosną 2011 roku Piast Gliwice ponownie wynajmował stadion do rozgrywania meczów w I lidze. W tym czasie stadion Piasta nie spełniał wymogów licencyjnych PZPN. Jesienią w sezonie 2011/2012 Piast Gliwice ponownie rozgrywał mecze na stadionie w Wodzisławiu.
Jesienią w sezonie 2011/2012 stadion MOSiR był rezerwowym dla debiutującego w Ekstraklasie Podbeskidzia Bielsko-Biała, które otrzymało licencję na grę dzięki zgłoszeniu stadionu w Wodzisławiu. Podobnie latem 2013 obiekt umożliwił uzyskanie licencji na grę w I lidze Energetykowi Rybnik.
Na przestrzeni ostatnich lat na Stadionie Miejskim rozegrano kilka sparingów przedsezonowych przez zespoły takie jak Karpaty Lwów, Korona Kielce (2012) czy Cracovia(2014), które swoje obozy przygotowawcze miały na obiektach byłego współwłaściciela Odry Wodzisław, Dariusza Kozielskiego.
W 2020 z obiektu korzystał również występujący na zapleczu ekstraklasy GKS 1962 Jastrzębie jako tymczasowy użytkownik w trakcie dostosowania do wymogów PZPN, UEFA stadionu w Jastrzębiu-Zdroju.
31 sierpnia 2022 roku zgodnie z uchwałą nr XLVIII/489/22, Rada Miasta Wodzisławia nadała oficjalnie obiektowi sportowemu przy Bogumińskiej 8 nazwę „Stadion Aleja”.
Na stadionie odbywają się też różnego rodzaju imprezy kulturalne w tym festiwal Najcieplejsze Miejsce Na Ziemi.

### Mecze reprezentacji Polski
Uwaga! Lista może nie być pełna.
| Kadra | Data spotkania   | Rywal Polski                 | Wynik meczu |
| ----- | ---------------- | ---------------------------- | ----------- |
| A     | 25 września 1996 | Zjednoczone Emiraty Arabskie | 1:0         |
| U-21  | 13 czerwca 1997  | Gruzja                       | ??          |
| U-21  | 9 września 2003  | Szwecja                      | 1:1         |
| U-21  | 11 września 2007 | Kazachstan                   | 1:0         |

### Mecze Odry w europejskich pucharach
| Rodzaj rozgrywek              | Data spotkania   | Rywal Odry       | Wynik meczu | Strzelcy bramek              |
| ----------------------------- | ---------------- | ---------------- | ----------- | ---------------------------- |
| I runda Pucharu Intertoto     | 22 czerwca 1997  | Rapid Bukareszt  | 2:4         | Pluta, Sibik                 |
| I runda kwalifikacyjna PUEFA  | 23 lipca 1997    | FK Pobeda Prilep | 3:0         | Polak, Paluch, Nosal         |
| II runda kwalifikacyjna PUEFA | 26 sierpnia 1997 | Rotor Wołgograd  | 3:4         | M. Staniek, Zagórski, Brzoza |
| I runda Pucharu Intertoto     | 21 czerwca 2003  | Shamrock Rovers  | 1:2         | Nowacki                      |
| I runda Pucharu Intertoto     | 20 czerwca 2004  | Dinamo Mińsk     | 1:0         | Kubisz                       |

### Mecze Odry w Ekstraklasie z najwyższą liczbą widzów

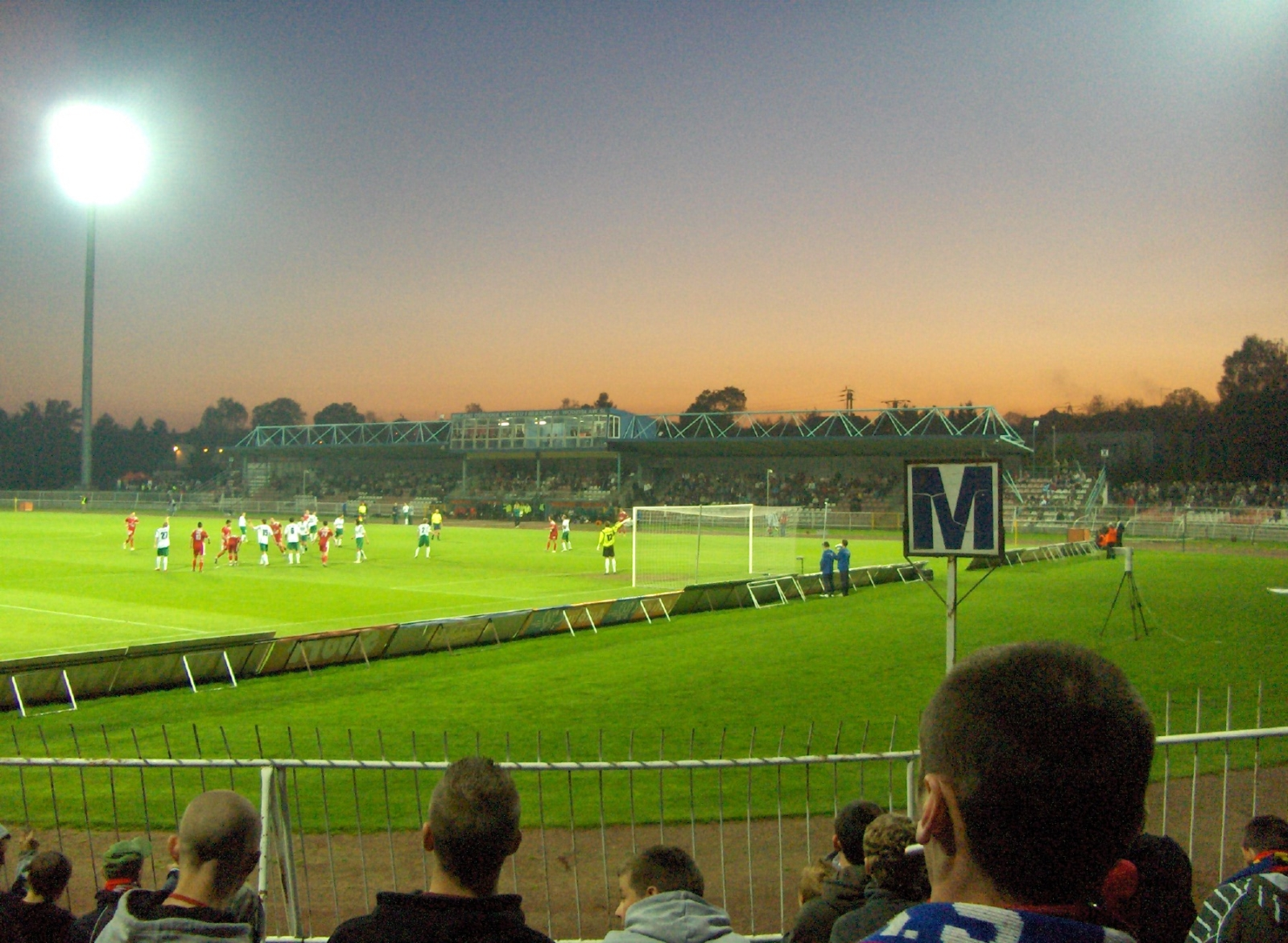
Na stadionie Aleja swoje mecze rozgrywa min. Odra Wodzisław

Stan na 10.11.2008
| Liczba widzów | Rywal            | Data       | Wynik |
| ------------- | ---------------- | ---------- | ----- |
| 9.000         | Legia Warszawa   | 07.05.1997 | 0:3   |
| 8.655         | Ruch Chorzów     | 05.03.1997 | 2:1   |
| 7.000         | Górnik Zabrze    | 09.11.2008 | 0:0   |
| 6.620         | Górnik Zabrze    | 29.03.2008 | 0:2   |
| 6.574         | Widzew Łódź      | 18.09.1996 | 1:1   |
| 6.500         | Ruch Chorzów     | 16.05.1998 | 5:0   |
| 6.500         | Ruch Chorzów     | 30.08.2008 | 3:0   |
| 6.448         | Górnik Zabrze    | 03.08.1996 | 1:0   |
| 6.380         | GKS Katowice     | 19.04.1997 | 0:0   |
| 6.234         | Amica Wronki     | 21.09.1996 | 3:0   |
| 6.200         | Polonia Warszawa | 27.07.1996 | 3:1   |

## Informacje ogólne
Odległość od dworca PKS: 500 m

Odległość od dworca PKP: 1,8 km

### Pojemność
Łączna: 7400 miejsc

Trybuna zachodnia (kryta): 1000 miejsc

Trybuna wschodnia (otwarta): 1760 miejsc

Łuk północny (otwarty): 740 miejsc siedzących

Trybuny za bramkami (miejsca stojące): 3900 miejsc

### Użytkownicy stadionu
- Odra Wodzisław Śląski
- MKP Centrum Wodzisław Śląski
- SWD Wodzisław Śląski
- Najcieplejsze Miejsce Na Ziemi